# Редькин, Евгений Леонидович
Евге́ний Леони́дович Ре́дькин (2 февраля 1970, Ханты-Мансийск) — советский и белорусский биатлонист, олимпийский чемпион и чемпион мира.

## Биография
В 1992 году на Олимпиаде в Альбервиле 22-летний Редькин сенсационно завоевал золотую медаль в гонке на 20 км, отстреляв «на ноль» и на 6,4 сек опередив немца Марка Кирхнера, промахнувшегося трижды. Это была дебютная и единственная гонка Редькина на той Олимпиаде — ни в спринте, ни в эстафете он не участвовал.
В том же 1992 году на чемпионате мира в Новосибирске Редькин в составе сборной СНГ выиграл командную гонку на 10 км.
Кроме олимпийской победы лучший индивидуальный результат Редькина — 6-е место в индивидуальной гонке в Фагернесе в сезоне 1991/92.
В 1994 году на Играх в Лиллехаммере в составе сборной Беларуси Редькин вновь выступил в гонке на 20 км, но с 6 промахами занял лишь 53-е место.